# Legion 88
I Legion 88 erano un gruppo musicale nazionalista e neonazista francese dell'Essonne (banlieue parigina) formatosi nel 1984. 88 è un codice che significa "Heil Hitler" (letteralmente "il Ciao Hitler"), H che è la 8 lettera dell'alfabeto. Riprendendo l'alfabeto al contrario, 8 è il numero della S, 88 potrebbe simboleggiare SS. Questo gruppo è stato censurato per commenti razzisti.

## Storia del gruppo
Formato dalle ceneri dei Totenkopf, i Legion 88 sono un gruppo di Skinheads di estrema destra e rock anti comunista. I testi delle loro canzoni sono assai violenti e soprattutto razzisti.
Il 1986 è un anno decisivo. Geno (ex cantante degli Infanterie Sauvage e dei Totenkopf e voce della band) muore annegato nella Loira ed Alain entra a far parte del gruppo e resterà membro definitivo. Alain aveva appena finito di scontare una pena per aver attaccato un locale del Partito Comunista Francese. Il resto dei Totenkopf si unirà ai Legion 88, i quali consisteranno in Vico alla batteria, Jean alla chitarra, Fred nel basso, Domi alla chitarra ed Alain il cantante.

## Formazione
- Alain Perez: Voce
- Jean: Chitarra
- Domi: Chitarra
- Fred: Basso
- Vico: Batteria

## Discografia
1985: Practice
1. Conquérants de l'Europe
2. Ein Volk, ein Reich, ein Führer
3. Occident
4. L'Archegedon

1986: Notre Europe
1. Skinheads
2. Ein Volk, ein Reich, ein Führer
3. Violences nocturnes
4. Rudolf Hess
5. Terroristes
6. Rêves de gloire
7. Occident
8. Souviens-toi (Totenkopf)

1987: Terroristes
1. Terroristes
2. Vaincre

1988: Thulé
1. Thulé
2. Légion 88
3. P.N.F.E
4. La race des seigneurs
5. Violence nocturne
6. Léon degrelle
7. Enfin levé
8. J'avais un Kamarade
9. Révolte blanche
10. Terroristes

1991: Légion Blanche
1. Légion Blanche
2. J'avais un Kamarade

1998: The Best Of
1. Rêve de gloire
2. Rudolf Hess
3. Ein Volk, ein Reich, ein Führer
4. Terroristes
5. Vaincre
6. Thulé[collegamento interrotto]
7. Légion 88
8. P.N.F.E.
9. La race des seigneurs
10. Violence Nocturne
11. Léon Degrelle
12. Enfin levé
13. J'avais un Kamarade
14. Révolte blanche
15. Légion blanche
16. Souviens-toi
17. Demo Song
18. Demo Song (live ´87)
19. Skinhead
20. Ein Volk, ein Reich, ein Führer
21. Violence
22. L'Occident
23. Rudolf Hess
24. Conquérant
25. Terroristes
26. Vaincre

2000: 1984-1987
1. Thulé[collegamento interrotto]
2. Légion 88
3. P.N.F.E.
4. La race des Seigneurs
5. Violence Nocturne
6. Léon Degrelle
7. Enfin Levé
8. J'avais un Kamarade
9. Révolte Blanche
10. Terroristes
11. Légion Blanche
12. Rêves de Gloire
13. Rudolf Hess
14. Ein Volk, ein Reich, ein Führer
15. Terroristes (Live)
16. Vaincre
17. Skinheads
18. Occident
19. Souviens-toi
20. Le Ska
21. Terroristes
22. Légion 88 (Live)
23. Ein Volk, ein Reich, ein Führer (Live)
24. Violence Nocturne (Live)
25. Conquérant (Live)
26. Warriors of Occident (Live)
27. Skinheads (Live)
28. Rudolf Hess (Live)
29. Souviens-toi (Live)

2006: Ice Breaker '85
1. Conquérants de L'Europe
2. Ein Volk, ein Reich, ein Führer
3. Occident
4. L'Archegedon
5. Rudolf Hess
6. Violence Nocturne
7. Souviens Toi (Live)
8. Skinheads
9. Violence Nocturne
10. Souviens-toi
11. Occident
12. Rêves de Gloire
13. Ein Volk, ein Reich, ein Führer
14. Rudolf Hess
15. Terroristes